# Francoski materializem
Francoski materializem je skupno ime za filozofe v Franciji v času 18. stoletja, torej v obdobju razsvetljenstva. Na večino od njih so vplivali antični atomisti (Demokrit, Epikur, Lukrecij), novoveški filozofi (Hobbes, Descartes, Spinoza, Locke), in pionirji na področju nastajajoče sodobne znanosti (Gassendi, Newton) ter na področju fiziologije človekovega telesa (Boerhaave, Harvey). 
Kljub pogosto različnim idejnim vplivom so si bili enotni glede fizikalnega determinizma, monizma materije in zanikanja vzrokov zunaj materije - najprej Boga - kar je vodilo v ateizem.
Najpomembnejši so bili:
- Julien Offray de La Mettrie
- Denis Diderot
- Baron d'Holbach
- Claude Adrien Helvétius
- Pierre-Jean-Georges Cabanis
- Jacques-André Naigeon